# Герб Мадалени
Ге́рб Мадале́ни — офіційний символ містечка Мадалена, Португалія. Використовується як територіальний герб. У синьому щиті два золоті виноградні грона з листям. Під ними п'ять срібних вулканів, які стоять на срібній землі і серед яких середній — найвищий. Вони вивергають полум'я золотого і червоного кольорів. Землю перетинає дві зелені хвилясті смуги. У главі щита яструб натурального кольору, що летить і тримає в лапах португальський щиток. Щит увінчує срібна мурована містечкова корона з чотирма вежами.  Під щитом біла стрічка, на якій великими літерами напис португальською: «vila da Madalena» (містечко місто).  Офіційно затверджений 20 червня 1939 року.  

## Галерея

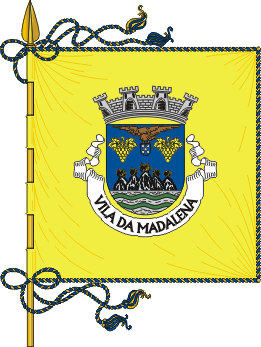
Прапор